# Karl Huszár-Puffy

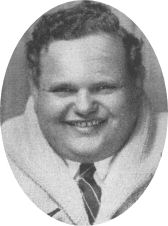
Karl Huszár-Puffy (um 1930/1935)

Karl Huszár-Puffy, auch Charles Puffy (* 3. November 1884 in Budapest; † Juni 1943 im Lager Spassk bei Karaganda/Sowjetunion; gebürtig Károly Huszár), war ein ungarischer Schauspieler.

## Leben
Er gab sein Debüt 1905 in Ungarn und gehörte seit 1910 zu dem Kabarett von Endre Nagy, wo er die Kunstfigur Pufi schuf. Jahre später wurde diese Kreation auch in Deutschland als Puffi bekannt, worauf Huszar sich den Künstlernamen Karl Huszar-Puffy gab.
Seine frühesten Filme entstanden in Ungarn noch vor dem Ersten Weltkrieg. Nach Kriegsende ließ er sich in Berlin nieder, wo er sowohl auf der Bühne als auch beim Film meist komische dicke Männer verkörperte. In Fritz Langs Der müde Tod war er als Kaiser zu sehen. Von 1924 bis 1928 filmte er in Hollywood unter dem Namen Charles Puffy.
Zurück in Deutschland stand er häufig als Nebendarsteller vor der Kamera, unter anderem in Der blaue Engel als Wirt der titelgebenden Spelunke. Mit dem Machtantritt der Nationalsozialisten verließ er Deutschland und kehrte nach Ungarn zurück. In Budapest spielte er Theater und wirkte noch in einigen Filmen mit.
Bei Kriegsausbruch 1939 setzte er sich in die Sowjetunion ab. 1941 wurde er nahe Wladiwostok verhaftet, als er in die USA ausreisen wollte. Man brachte ihn in das Arbeitslager Kokusek in Kasachstan, später in das Lager Spassk in Kasachstan, wo er umkam.

## Filmografie
- 1917: Das Meeresungeheuer (auch Drehbuch)
- 1921: Der müde Tod
- 1921: Mann ohne Namen (6 Teile)
- 1921: Hazard
- 1921: Die Abenteurerin von Monte Carlo, drei Teile
- 1921: Der Roman eines Dienstmädchens
- 1921: Die drei Tanten
- 1922: Dr. Mabuse, der Spieler (2 Teile)
- 1922: Der Graf von Essex
- 1922: Lebenshunger
- 1922: Sie und die Drei
- 1922: Bardame
- 1922: Das Weib auf dem Panther
- 1923: Die Frau mit den Millionen
- 1927: Das Liebesleben der schönen Helena (The Private Life of Helen of Troy)
- 1927: Mockery
- 1927: Lieb’ mich und die Welt ist mein (Love Me and the World Is Mine)
- 1928: The Man who Laughs
- 1929: Ich küsse Ihre Hand, Madame
- 1929: Meine Schwester und ich
- 1929: Mein Herz ist eine Jazzband
- 1929: Das Land ohne Frauen
- 1929: Der Held aller Mädchenträume
- 1929: Vater und Sohn
- 1929: Der lustige Witwer
- 1929: Der Erzieher meiner Tochter
- 1930: Der blaue Engel
- 1930: Der König von Paris
- 1930: Die große Sehnsucht
- 1930: Zweimal Hochzeit
- 1930: Der Nächste, bitte!
- 1930: Polizeispionin 77
- 1930: Mach’ mir die Welt zum Paradies
- 1931: Die Männer um Lucie
- 1931: Das gelbe Haus des King-Fu
- 1931: Ein ausgekochter Junge
- 1931: Meine Cousine aus Warschau
- 1931: Die Abenteurerin von Tunis
- 1932: Der tolle Bomberg
- 1932: Fünf von der Jazzband
- 1933: Skandal in Budapest
- 1933: Pardon, tévedtem
- 1933: Rakoczy-Marsch
- 1934: Kleine Mutti
- 1934: Ende schlecht, alles gut
- 1934: Helyet az öregeknek
- 1935: 4½ Musketiere
- 1937: Az ember néha téved
- 1937: Segitség orokoltem
- 1938: Nehéz apának lenni